# Communauté de communes du Florentinois
Die Communauté de communes du Florentinois ist ein ehemaliger französischer Gemeindeverband mit der Rechtsform einer Communauté de communes im Département Yonne in der Region Bourgogne-Franche-Comté. Sie wurde am 1. Januar 2014 gegründet und umfasste 15 Gemeinden. Der Verwaltungssitz befand sich im Ort Saint-Florentin.

## Historische Entwicklung
Der ursprüngliche Gemeindeverband gleichen Namens wurde um acht Gemeinden der Communauté de communes d’Othe-en-Armançon erweitert und 2014 unter derselben Bezeichnung neu gegründet.
Mit Wirkung vom 1. Januar 2017 fusionierte der Gemeindeverband mit der Communauté de communes de Seignelay-Brienon und bildete so die Nachfolgeorganisation Communauté de communes Serein et Armance.

## Ehemalige Mitgliedsgemeinden
1. Beugnon
2. Butteaux
3. Chailley
4. Chéu
5. Germigny
6. Jaulges
7. Lasson
8. Neuvy-Sautour
9. Percey
10. Saint-Florentin
11. Sormery
12. Soumaintrain
13. Turny
14. Vergigny
15. Villiers-Vineux